# Altkiewer Hügel
Der Altkiewer Hügel oder Altkiewer Berg  (russisch Старокиевская гора Starokijewskaja Gora, ukrainisch Старокиївська гора Starokyjiwska hora), auch als Obere Stadt (russisch Верхний город Werchni gorod, ukrainisch Верхнє місто Werchnje misto) bezeichnet, ist ein im Gebiet der Hauptstadt der Ukraine Kiew gelegener Hügel. Auf ihm befand sich das historische Zentrum der Stadt Kiew, die der Legende nach an dieser Stelle vom Poljanenfüsten Kyi angelegt worden sein soll. Der Hügel ist der höchste Hügel im heutigen Stadtgebiet und beherrscht das rechtsseitige Ufer des Dnjepr. Auf dem Hügel wurde bei Ausgrabungen ein Graben freigelegt, der eine Fläche von ungefähr 1,5 bis 2 ha umschließt und als Teil der Befestigung der Altkiewer Siedlung angesehen wird. Die Siedlung weist Ähnlichkeit zur Rjurikowo Gorodischtsche und wurde der Luka-Rajky-Kultur zugeordnet.

## Geschichte

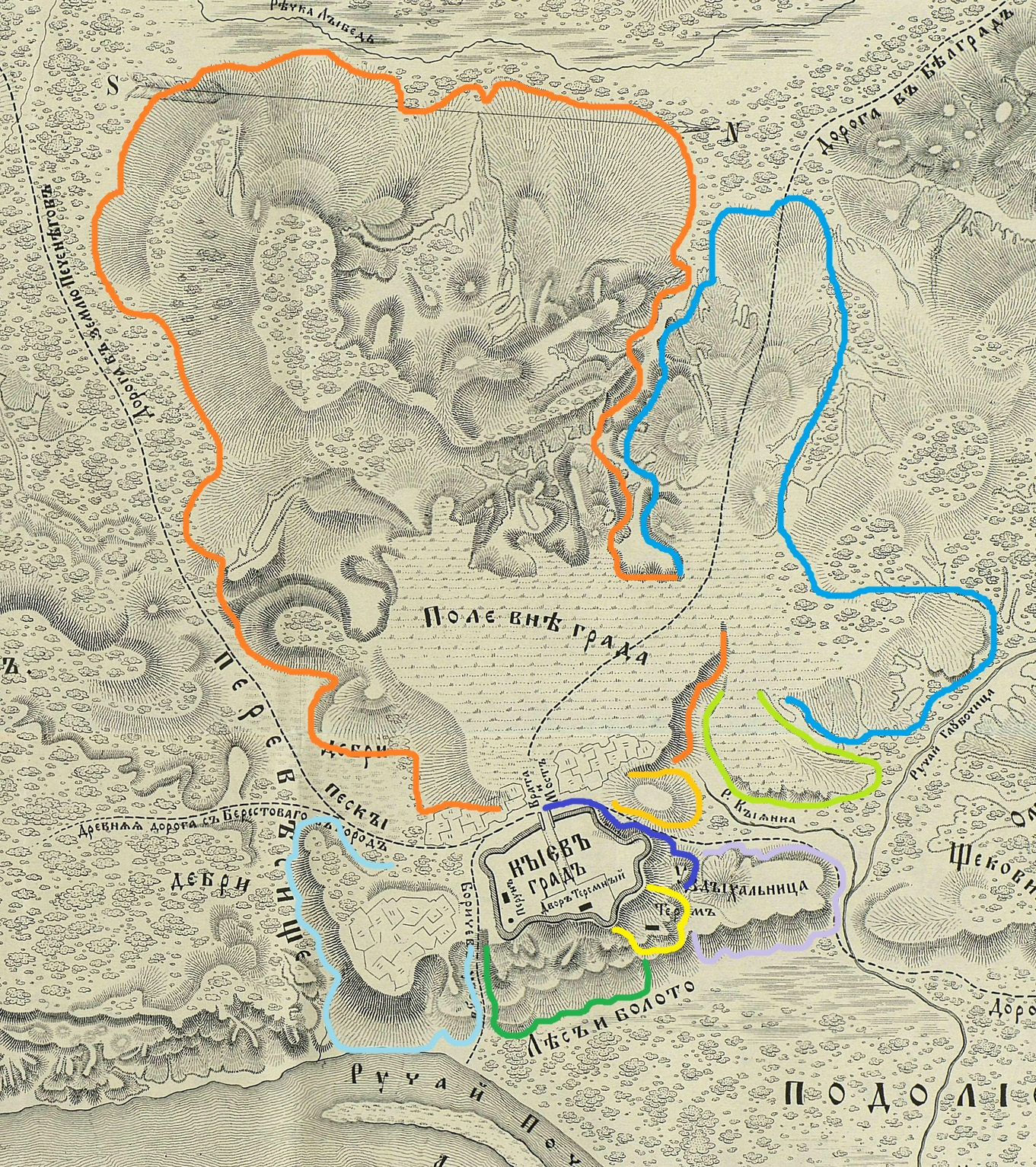
Das Altkiewer Plateau ist dunkelblau, dunkelgrün und gelb umrandet, der eigentliche Altkiewer Hügel dunkelblau

Auf dem Hügel befand sich ein Heiligtum zur Verehrung heidnischer slawischer Götter. Auf ihm sollen sich vergoldete Götzenfiguren aus Holz befunden haben, die nach der Christianisierung der Rus entfernt wurden. Dabei kann es sich entweder tatsächlich um ein Heiligtum, aber auch um eine Fluchtburg für die Bewohner der Siedlung auf dem nahegelegenen Schlossberg gehandelt haben.
Ab dem Ende des 9. Jahrhunderts wurde der Hügel als Grablege genutzt. Die Toten wurden dabei in Kammern beigesetzt, die in Blockbauweise errichtet waren, dabei lassen sich mehrere unterschiedliche Formen der Blockbauweise nachweisen. Die Toten wurden, wie bei Slawen üblich, liegend mit dem Kopf in Richtung Westen bestattet. Diese Bestattungsweise ist analog zu der im Mährerreich und lässt auf eine enge ethnokulturelle Verwandtschaft zwischen der herrschenden Elite Kiews und den Karpatenrussinen schließen. Aufgefundene Schmuckstücke – Ohrringe und ein Anhänger – lassen ebenfalls auf eine enge Verbindung nach Mähren schließen. Im Grab Nr. 111 wurde neben dem auf der rechten Seite liegenden Mann eine Frau in sitzender Stellung bestattet. Die Bestattungsweise der Frau lässt dabei auf Zuwanderung aus dem Gebiet Nowgorod schließen und steht möglicherweise im Zusammenhang mit der Praxis Wladimirs I. seine besten Männer – zu denen u. a. Woten und Tschuden gehörten –  an die südlichen Grenzen seiner Besitztümer zu entsenden. Ausgegraben in der Kiewer Nekropole wurden drei Silberohrringe mit einem „Ährchen“-Anhänger aus dem Mährerreich und eine Gussform für einen Ring, die typologisch Exemplaren aus dem Donaugebiet nahesteht. In der Nekropole befindet sich unter 146 aufgefundenen Gräbern lediglich eine Grabstätte skandinavischen Typs, bei der der Tote in einer steinernen Kammer mit dem Kopf in Richtung Norden bestattet wurde. Dieses Grab wird auf das Ende des 10. bzw. den Beginn des 11. Jahrhunderts datiert.
Erste schwache Befestigungsanlagen der Altkiewer Siedlung werden auf die Wende vom 9. zum 10. Jahrhundert datiert, als auf dem Hügel eine Siedlung der Romensko-Borschtschowski-Kultur entstand. Diese schwachen Befestigungen verfielen in der Mitte des 10. Jahrhunderts, wurden aber zeitnah durch stärkere ersetzt. Die Verstärkung der Befestigungen steht wahrscheinlich im Zusammenhang mit der Errichtung des Herrschaftssitzes der Kiewer Fürstin Olga. Dem dritten Aufbau der Befestigung war ein Brand vorausgegangen, der wahrscheinlich im Zusammenhang mit der Belagerung Kiews durch die Petschenegen im Jahr 968 steht. Die Gefahr durch die umliegenden Stämme zwang zu einer deutlichen Verstärkung der Festung auf dem Hügel. In älteren Handschriften wird die Alte Kiewer Siedlung auf dem Altkiewer Hügel als „Terem-Hof“ (Terem von altgriechisch τò τέραμνον „Wohnsitz“, „Gemach“)  bezeichnet und angegeben, dass er sich außerhalb der Stadt Kiew befände, die in der Nähe an einem anderen Ort läge. Am wahrscheinlichsten erscheint dabei die Verortung der Stadt auf dem Schlossberg.

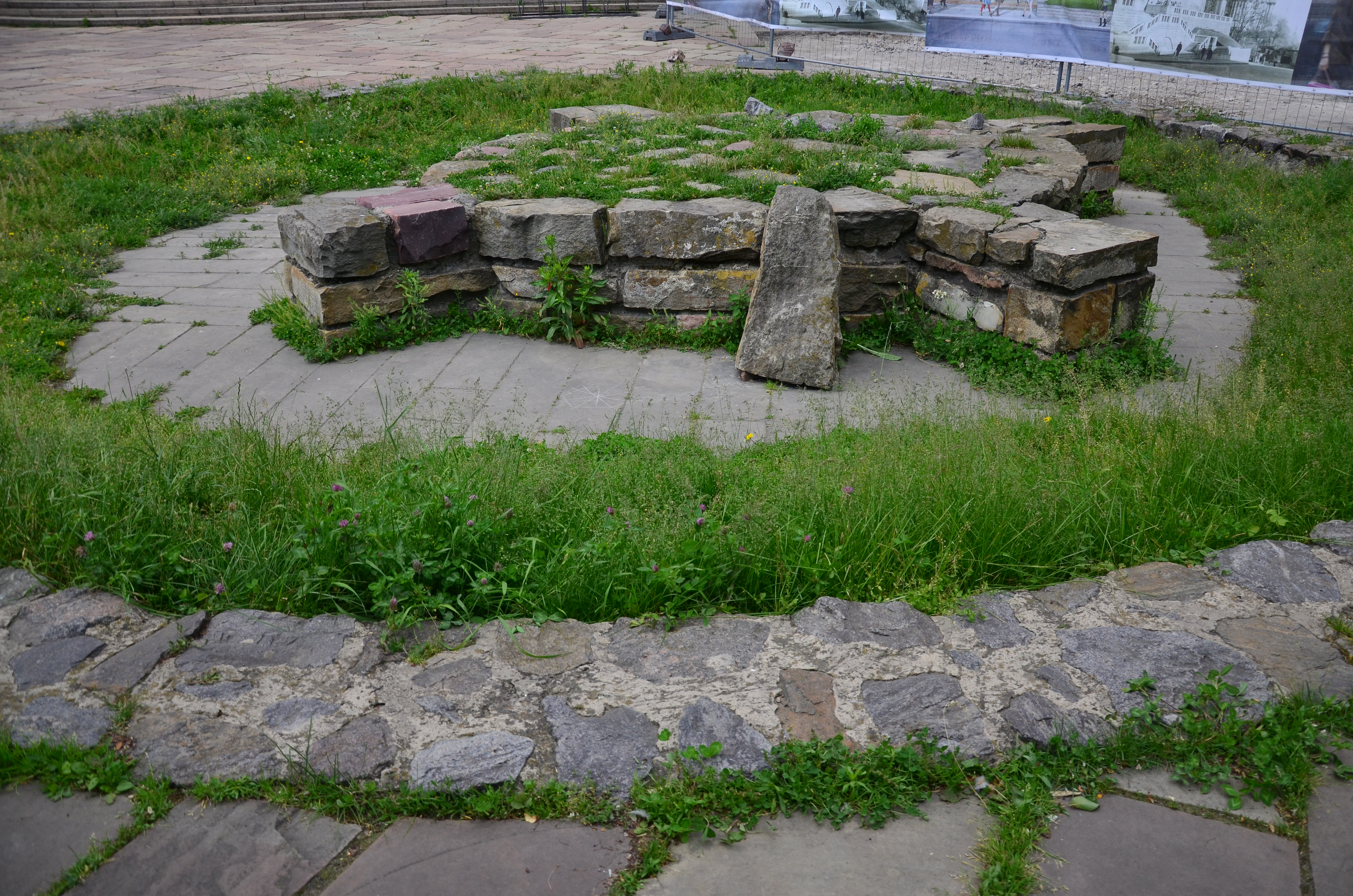
Fundamentreste der Torkirche aus dem 12. Jahrhundert

Auf dem Hügel in der Nähe des heutigen Nationalen Historischen Museums der Ukraine aufgefundene Fundamentreste wurden zunächst einem heidnischen Tempel, dann einem Sakralbau aus der Zeit Wladimirs I. zugeordnet. Tatsächlich handelt es sich jedoch um die Überreste des Fundamentes einer Torkirche, die als Teil eines größeren Komplexes unter Verwendung von Sockeln vom Ende des 10. Jahrhunderts erst im 12. Jahrhundert errichtet wurde.
Aus der Altkiewer Siedlung entwickelte sich das Alte Kiew auf dem Altkiewer Hügel.
Heute befindet sich an der Kreuzung des Andreassteiges, der Wladimir- und der Zehntstraße ein Gedenkstein mit einem Zitat aus der Nestorchronik:

“Се повѣсти времѧньнꙑхꙿ лѣтꙿ · ѿкуду єсть пошла рускаꙗ землѧ · кто въ києвѣ нача первѣє кнѧжитꙿ и ѿкуду рускаꙗ землѧ стала єсть”

„Hier ist eine Geschichte der vergangenen Zeiten - wohin das russische Land ging - wer in Kiew die erste Herrschaft begann - woher das russische Land kam“

Auf dem Hügel befindet sich auch das Nationale Historische Museum der Ukraine. Eine Linde, die angeblich vom Metropoliten Pjotr Mogila gepflanzt worden sein soll, ist bis heute erhalten.